# Huawei P Smart Z
Huawei P Smart Z — смартфон середнього рівня із серії «P», який був анонсований компанією Huawei 8 травня 2019 року. Його особливістю став моторизований механізм камери завдяки якому вдалося зробити передню частину з малими рамками і без вирізів під об'єктив. 
1 серпня 2019 рок був представлений Huawei Y9 Prime 2019, що відрізняється від Huawei P Smart Z наявністю надширококутного об'єктива та відсутністю NFC.
На українському ринку продажі Huawei P Smart Z стартували 10 липня 2019 року з офіційною стартовою ціною 7999 грн.

## Технічні характеристики

### Зовнішній вигляд

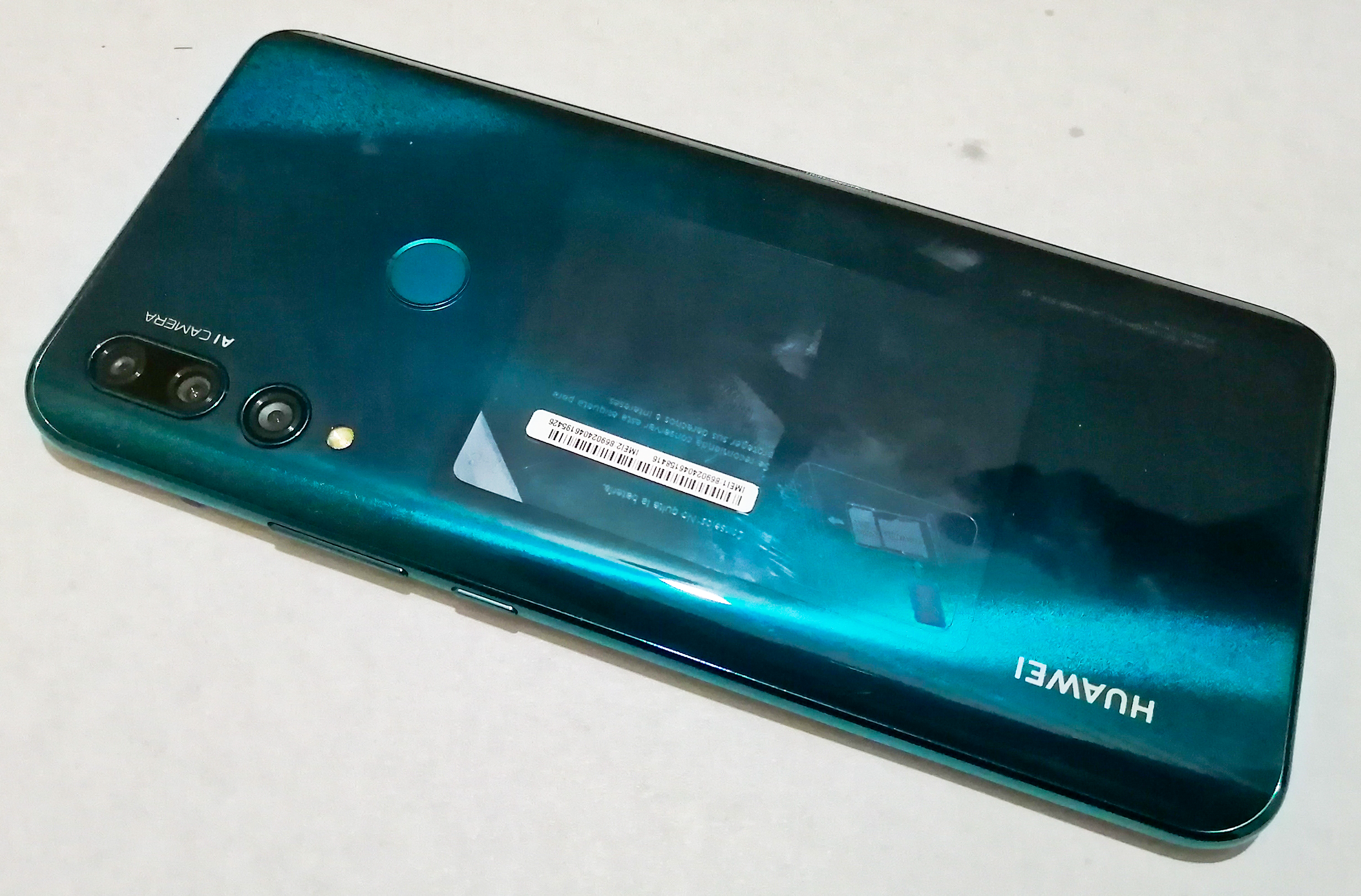
Задня частина Huawei Y9 Prime 2019 в кольорі Emerald Green

Задня панель та рамка виконані з глянцевого пластику, а передня частина покрита 2,5D-склом.
Габарити: ширина 77,3 мм, висота 163,5 мм, товщина 8,8 мм, вага 196,8 г. Співвідношення сторін 19,5:9.
Знизу знаходяться 3,5 мм аудіороз'єм, мікрофон, роз'єм microUSB та динамік, а зверху — висувна передня камера, слот під 2 SIM-картки і карту пам'яті або під 1 SIM-картку і карту пам'яті залежно від моделі та другий мікрофон. Справа розміщені гойдалка регулювання гучності і кнопка блокування. Сканер відбитків пальців розташований на задній панелі.
Смартфони випускалися у 3 кольорах: чорний (Midnight Black), зелений (Emerald Green) та синій (Sapphire Blue).

### Апаратне забезпечення
Смартфони побудовані на базі восьми ядерного HiSilicon Kirin 710F, що включає чотири ядра Cortex-A73 (64bit) з частотою 2.2 ГГц і ще чотири ядра Cortex-A53 (64bit) 1.7 ГГц. Графічне ядро — ARM Mali-G51 MP4. Внутрішня пам'ять P Smart Z складає 64 ГБ, а Y9 Prime 2019 — 64 ГБ 128 ГБ залежно від конфігурації. Є можливість розширення до 512 ГБ. Оперативна пам'ять — 4 ГБ.
Пристрої отримали літій-іонний акумулятор об'ємом 4000 мА·год.
Екран LTPS IPS LCD, 6,59", Full HD+ (2340 × 1080) зі щільністю пікселів 391 ppi та співвідношенням сторін 19,5:9.
Huawei P Smart Z отримав основну подвійну камеру з головним об'єктивом на 16 Мп з діафрагмою f/1.8 і фазовим автофокусом та сенсором глибини на 2 Мп з діафрагмою f/2.4. Huawei Y9 Prime 2019 також має надширококутний об'єктив на 8 Мп з діафрагмою f/2.4. Обидва смартфони отримали подвійну моторизовану фронтальну камеру на 16 Мп з діафрагмою f/2.0. Основна та фронтальна камери вміють записувати відео в роздільній здатності 1080p@30fps.
Бездротові інтерфейси: Wi-Fi 802.11 b/g/n/ac, 2.4/5 ГГц, Bluetooth 5.0, A2DP, LE, NFC.
Смартфон підтримує навігаційні системи: GPS, A-GPS, ГЛОНАСС, BeiDou.
Датчики: сканер відбитків пальців, гіроскоп, датчик освітлення, наближення, цифровий компас, USB-C.

### Програмне забезпечення
Смартфони були випущені на операційній системі Android 9 Pie з графічною оболонкою EMUI 9.0 і були оновлені до Android 10 з EMUI 12.